# Ķekava
Ķekava (deutsch Keckau) ist eine Kleinstadt in der lettischen Region Vidzeme 17 km südlich von der Hauptstadt Riga gelegen. Der Ort befindet sich links der Daugava in unmittelbarer Nähe zum Rigaer Staubecken.

## Geschichte
Die Wassermühlen eines Gutes Keckau wurden erstmals 1435 schriftlich erwähnt. Nach der Teilung Livlands 1561 war das Gut Teil des Herzogtum Kurland und ab 1793 des russischen Gouvernement Kurland. Aus dieser Zeit stammt auch die Lutherische Kirche, welche heute das Ortszentrum bildet.
Das Wachstum des Ortes begann als 1969 die örtliche Kolchose gegründet wurde. Ungeachtet der großen Einwohnerzahl (im Verhältnis zu vielen anderen Städten) wurden Ķekava erst zum 1. Juli 2022 die Stadtrechte verliehen.
Bordesholm (Deutschland) hat eine Gemeindepartnerschaft mit Ķekava.

## Ķekavas novads
Nach einer Verwaltungsreform bildet der Ort zusammen mit den drei Städten Baldone, Baloži und Ķekava und drei Landgemeinden eine Verwaltungsgemeinschaft. Der Bezirk (Ķekavas novads) umfasst eine Fläche von 454,5 km² und beherbergt 30.077 Einwohner (Stand: 2021).
Es gibt im Gebiet einige landwirtschaftliche Großbetriebe sowie eine in ganz Lettland bekannte Marke für Geflügel und Geflügelprodukte.
Durch das Territorium führt die Via Baltica (Europastraße 67) von Riga nach Bauska.